# Матрица расстояний
Матрица расстояний — это квадратная матрица типа «объект-объект» (порядка n), содержащая в качестве элементов расстояния между объектами в метрическом пространстве.

## Свойства
Свойства матрицы являются отражением свойств самих расстояний:
1. симметричность относительно диагонали, то есть {\displaystyle d_{ij}=d_{ji}};
2. отражение свойства тождественности расстояния {\displaystyle d_{ij}=0\Leftrightarrow i=j} в матрице расстояний проявляется в наличии 0 по диагонали матрицы, так как расстояние объекта с самим собой очевидно равно 0, а также в наличии нулевых значений для абсолютно сходных объектов;
3. значения расстояний в матрице всегда неотрицательны {\displaystyle d_{ij}\geqslant 0}
4. неравенство треугольника принимает форму {\displaystyle d_{ij}+d_{jk}\geqslant d_{ik}} для всех {\displaystyle i}, {\displaystyle j} и {\displaystyle k}.

В общем виде матрица выглядит так:
В широком смысле расстояния являются отражением такого понятия как различие, что двойственно понятию сходства, а элементы матрицы различия (в общем виде — матрицы дивергенций) двойственны элементам матрицы сходства (в общем виде — матрицы конвергенций). Связь между мерой сходства и мерой различия можно записать как {\displaystyle F=1-K}, где F — мера различия; K — мера сходства. Следовательно, все свойства мер сходства можно экстраполировать на соответствующие им меры различия с помощью простого преобразования и наоборот. 

Визуально отношения между объектами можно представить с помощью графовых алгоритмов кластеризации. Можно сказать, что расстояния используются намного чаще, чем меры сходства: их чаще реализуют в статистических программах (Statistica, SPSS и др.) в модуле кластерного анализа.

## Расстояния
Известно, что существует обобщённая мера расстояний, предложенная Германом Минковским:
{\displaystyle d_{ij}=\left[\sum _{k=1}^{n}\left|x_{ik}-x_{jk}\right|^{p}\right]^{\frac {1}{p}}.}
В вышеуказанное семейство расстояний входит:
- при p = 1 — «манхэттенское расстояние» («расстояние городских кварталов», англ. city-block), или «{\displaystyle l}-норма». Обобщённая мера Хэмминга[3][4] в теоретико-множественной записи (после нормировки) может быть представлена как {\displaystyle d_{ij}=n(A)+n(B)-2n(A\cap B)} и являться двойственной мере абсолютного сходства.
- при p = 2 — расстояние Евклида. Часто используется и квадрат этого расстояния.
- при p → ∞ — sup-метрика, или метрика «доминирования». Также известна как расстояние Чебышёва.

Существуют используемые расстояния и вне данного семейства. Наиболее известным является расстояние Махаланобиса.
Также интересно в качестве удачной иллюстрации связи мер сходства и различия расстояние Юрцева, двойственное мере сходства Браун-Бланке:
{\displaystyle F_{\text{Yu}}=1-K_{\text{B-B}}=1-{\frac {n(A\cap B)}{\max {\big (}n(A),n(B){\big )}}}={\frac {n(A)+n(B)-2n(A\cap B)+|n(A)-n(B)|}{n(A)+n(B)+|n(A)-n(B)|}}.}

## Пример
На плоскости расположено шесть различных точек (см. изображение). В качестве метрики выбрано расстояние Евклида в пикселях.

Точки на плоскости

Соответствующая матрица расстояний будет равна
|   | a   | b   | c   | d   | e   | f   |
| - | --- | --- | --- | --- | --- | --- |
| a | 0   | 184 | 222 | 177 | 216 | 231 |
| b | 184 | 0   | 45  | 123 | 128 | 200 |
| c | 222 | 45  | 0   | 129 | 121 | 203 |
| d | 177 | 123 | 129 | 0   | 46  | 83  |
| e | 216 | 128 | 121 | 46  | 0   | 83  |
| f | 231 | 200 | 203 | 83  | 83  | 0   |

Полученную матрицу можно изобразить в виде тепловой карты. Здесь более тёмный цвет соответствует меньшему расстоянию между точками.

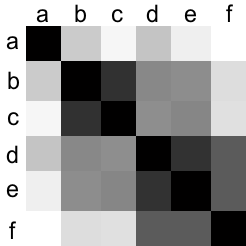
Матрица расстояний в виде тепловой карты